# Barbara Wilk-Mincu
Barbara Wilk-Mincu (* 29. Oktober 1939 in Berlin) ist eine deutsche Kunsthistorikerin, Bibliothekarin und Heinrich-von-Kleist-Forscherin.

## Leben
Barbara Wilk-Mincu wurde 1939 kurz nach Beginn des Zweiten Weltkrieges in Berlin geboren. Seit 1942 lebte die Familie Wilk in Potsdam und ging 1951 nach West-Berlin. Wilk-Mincu studierte zunächst an der FU Berlin und dann an der Universität Tübingen Kunstgeschichte, Ägyptologie und Völkerkunde und promovierte 1969. Von 1969 bis 1971 folgte die Bibliotheksausbildung an der Württembergischen Landesbibliothek Stuttgart und an der Bibliotheksschule Frankfurt am Main. Ab 1971 arbeitete sie als Fachreferentin für Kunstgeschichte an der Staatsbibliothek zu Berlin – Preußischer Kulturbesitz. Daneben verfasste sie zahlreiche Aufsätze, besonders zum Thema Heinrich von Kleist in der bildenden Kunst. Zu ihrem 80. Geburtstag erschien der erste Band ihres Werkes Heinrich von Kleist in der bildenden Kunst. Catalogue raisonné in drei Teilbänden, an dem sie 43 Jahre gearbeitet hat.
Wilk-Mincu lebt mit ihrem Mann, dem Künstler Jon Mincu, in Berlin.

## Veröffentlichungen
- Wie finde ich kunstwissenschaftliche Literatur? Berlin: Berlin-Verl. [Arno Spitz]1983. 304 S. (Veröffentlichungen des Instituts für Bibliothekarausbildung der Freien Universität Berlin. Orientierungshilfen. 21) – 3. Aufl. 1992.
- Kleist-Bildnisse von Peter Friedel bis André Masson. Sonderausstellung des Kleist-Museums, 15. Oktober 2000 – 30. Juni 2001 / Kleist-Museum Frankfurt (Oder). Mit Erl. und einem Essay von Barbara Wilk-Mincu. [Red.: Wolfgang Barthel]. Frankfurt (Oder) 2000. 40 S.
- Karla Woisnitza, Die Hermannsschlacht. Drama von Kleist. Eine Bildgeschichte in 50 Zeichn. Kleist-Archiv Sembdner Heilbronn. Barbara Wilk-Mincu. Im Auftr. der Stadt Heilbronn hrsg. von Günther Emig. Heilbronn: Kleist-Archiv Sembdner 2002. 69 S.
- Heinrich von Kleist in der bildenden Kunst 1801-2000. Catalogue raisonné. Band 1, Teilband 1–3. Niederstetten: Günther Emigs Literatur-Betrieb 2019. 144, 1818 Seiten. ISBN 978-3921249-95-6

-
Mitarbeit an
- Heinrich von Kleist. Zum Gedenken an seinen 200. Geburtstag. Ausstellung der Staatsbibliothek Preußischer Kulturbesitz in Verbindung mit der Heinrich-von-Kleist-Gesellschaft e.V. in der Orangerie des Charlottenburger Schlosses, Berlin, 11. November 1977 – 8. Januar 1978. Ausstellung und Katalog Eberhard Siebert … Berlin 1977. VIII, 183 S.
- Heinrich von Kleist 1777–1811. Leben – Werk – Wirkung – Blickpunkte. Katalog der Dauerausstellung des Kleist-Museums, Eröffnung der Ausstellung am 15. Oktober 2000. Kleist-Gedenk- und Forschungsstätte e.V., Kleist-Museum. Hrsg. von Wolfgang Barthel und Hans-Jochen Marquardt. Frankfurt (Oder) 2000. 330 S.

Aufsätze
- 5 Folgen zur Kunst am Bau der Staatsbibliothek in: Mitt. SBPK Berlin 1986–94.
- Lexikonartikel für: Lexikon des gesamten Buchwesens. 2., völlig neubearb. Aufl. Stuttgart: Hiersemann 1987–[2008].
- Lexikonartikel für: Lexikon zur Buchmalerei. Hrsg. von Helmut Engelhart. Stuttgart: Hiersemann 2009 – (Bibliothek des Buchwesens. 19)
- Zur Rezeption Kleists in der bildenden Kunst in: Beiträge zur Kleist-Forschung (Frankfurt (Oder)) und in: Heilbronner Kleist-Blätter (Heilbronn).